# Monte Grappa
Der Monte Grappa ist ein 1775 m s.l.m. Berg in der Region Venetien in Italien. Er ist zugleich die höchste Erhebung des Grappastocks, der nach Alpenvereinseinteilung der Ostalpen die südlichste Gruppe der Dolomiten bildet. Der Monte Grappa ist seit 2021 ein Biosphärenreservat der UNESCO.

## Lage
Der Berg liegt zwischen den Flüssen Brenta im Westen und Piave im Osten. Südlich an seinem Fuß liegt die Stadt Bassano del Grappa. Von dort führt die gut ausgebaute ehemalige Staatsstraße SS 141 „Strada Cadorna“ und mittlerweile zur Provinzstraße SP148 deklassiert, 26 Kilometer bis knapp unter den Gipfel. Letzterer liegt genau auf der Grenze der beiden Provinzen Vicenza und Treviso.

## Geschichte
In den drei Piaveschlachten des Ersten Weltkriegs starben auf dem Monte Grappa und den umliegenden Bergen tausende Soldaten. Auf dem Monte Grappa wurden die Gebeine 12.615 italienischer und 10.295 österreichischer Soldaten bestattet. Die dritte Piaveschlacht (Schlacht von Vittorio Veneto im Oktober 1918) zwang Österreich-Ungarn zum Waffenstillstand von Villa Giusti.
Auf dem Gipfel wurde in den 1930er Jahren vom faschistischen Italien das Kriegerdenkmal und Ossarium „Sacrario Militare del Monte Grappa“ für die dort im Ersten Weltkrieg Gefallenen errichtet. Als am 8. September 1943 der Waffenstillstand von Cassibile zwischen der neuen italienischen Regierung Badoglio und den Westalliierten bekannt wurde, besetzten Wehrmacht-Truppen Italien (Fall Achse). Dabei und danach begingen Truppenteile zahlreiche Kriegsverbrechen.
In der Region um den Monte Grappa formierten sich Menschen in der Resistenza, um Widerstand zu leisten. Im Rahmen eines groß angelegten Unternehmens zur Partisanenbekämpfung im Spätsommer 1944 fand zwischen dem 21. und 28. September auch die „Operation Piave“ statt, die die Vernichtung der vom Massiv des Monte Grappa aus operierenden Partisanenformationen zum Ziel hatte. Am 21. September begann, eingeleitet von schwerem Artilleriefeuer, der Angriff von allen Seiten des umzingelten Bergmassivs. Die Partisanen waren hoffnungslos unterlegen; jeder Widerstand wurde niedergemacht. Hunderte Gefangene wurden sofort erschossen oder erhängt oder aber nach Bassano del Grappa, dem Hauptstützpunkt der Operation, gebracht; hunderte der Gefangenen wurden in deutsche Konzentrationslager deportiert. Nach dem militärischen Erfolg der Angreifer schon am ersten Tag folgte die systematische Durchkämmung des Bergmassivs mit Gefangennahmen und Tötungen; zahlreiche Gebäude in den Dörfern wurden zerstört. Die „Operation Piave“ am Monte Grappa vernichtete die Partisanenkräfte nicht vollständig, schwächte sie aber massiv.
Heute gelangt man auf der Straße von Bassano del Grappa zum Gipfel des Monte Grappa zu dem von dem Bildhauer Augusto Murer 1974 geschaffenen Denkmal für die am Monte Grappa gefallenen oder ermordeten Partisanen.

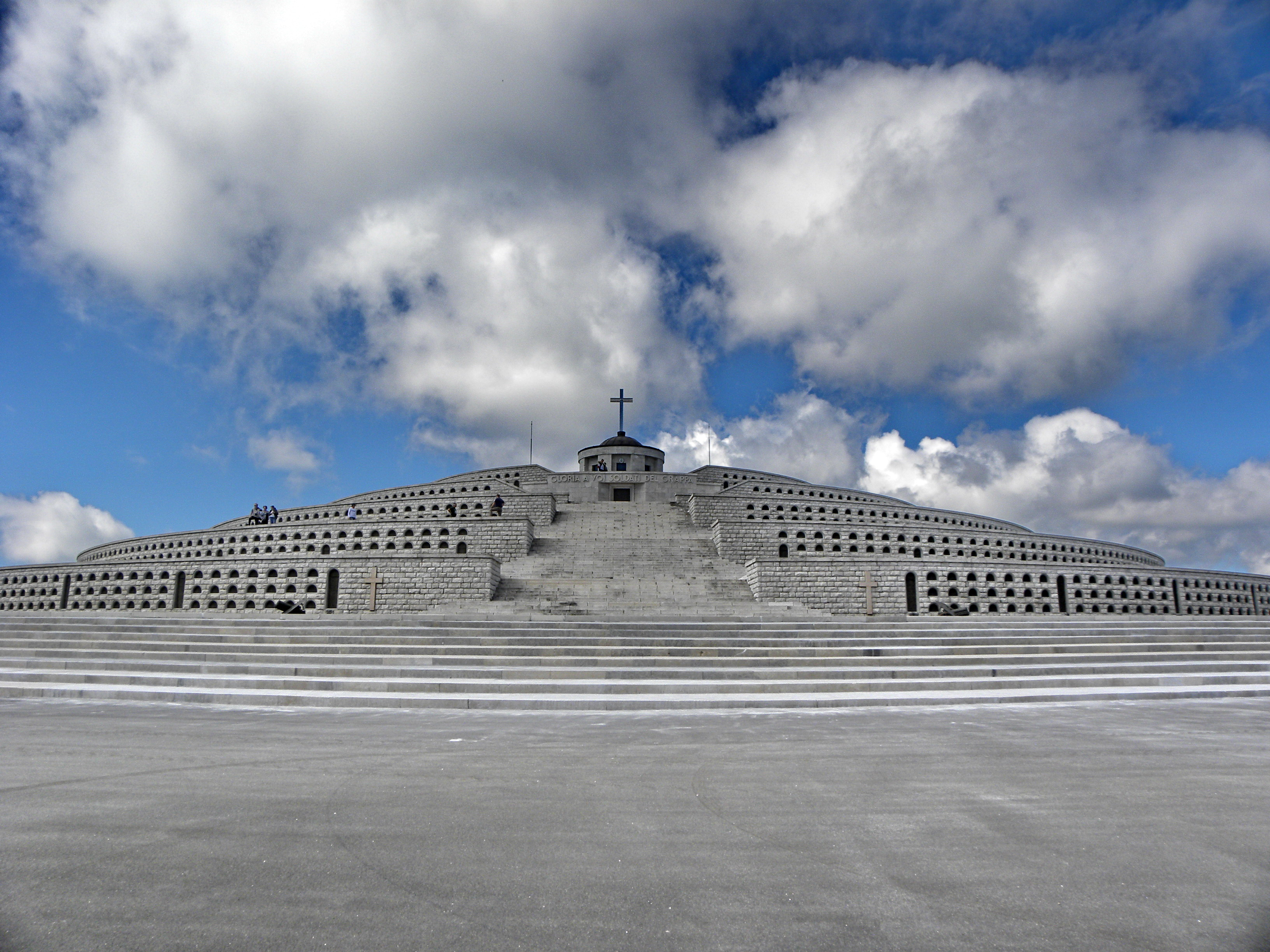
Sacrario Militare del Monte Grappa
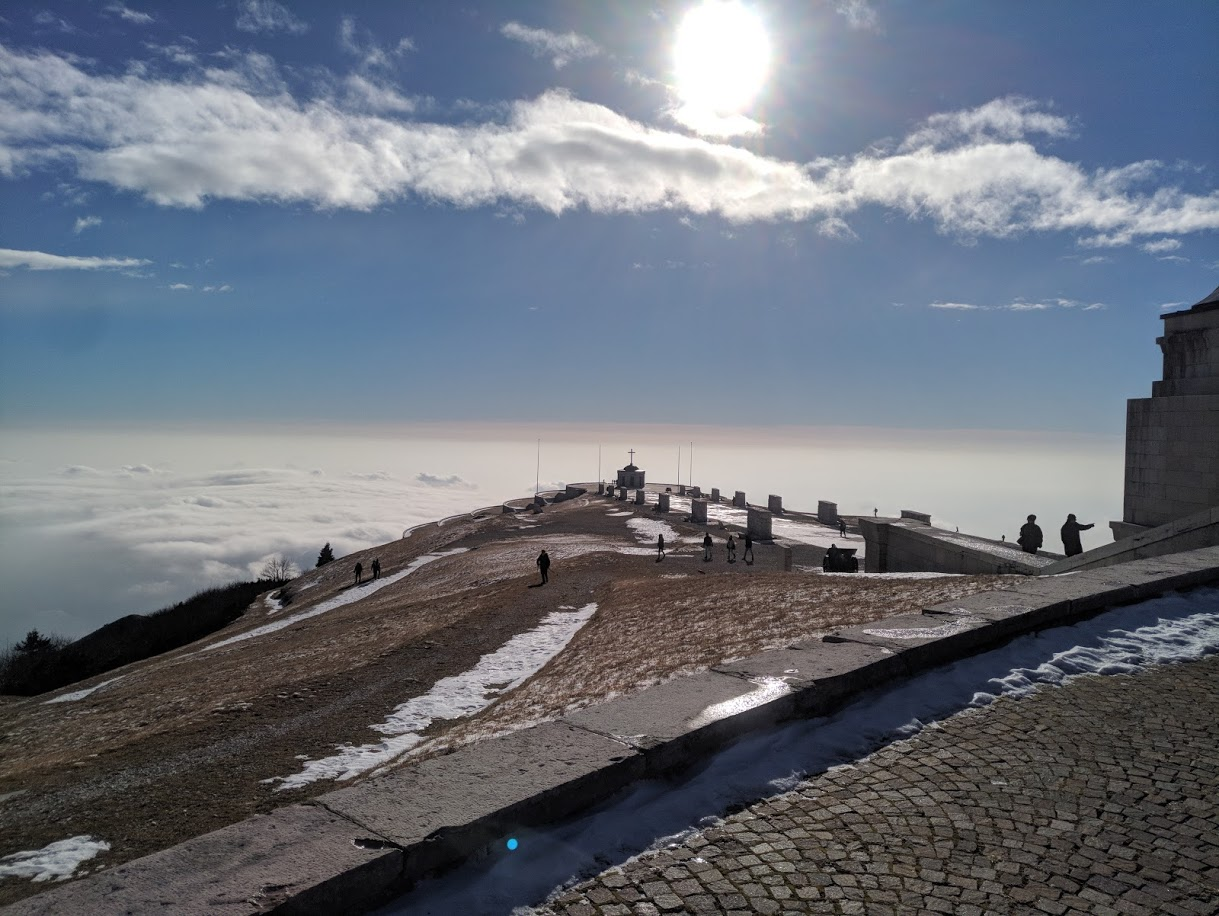
Winterliche Ausblick auf die in Nebel verhüllte Tiefebene
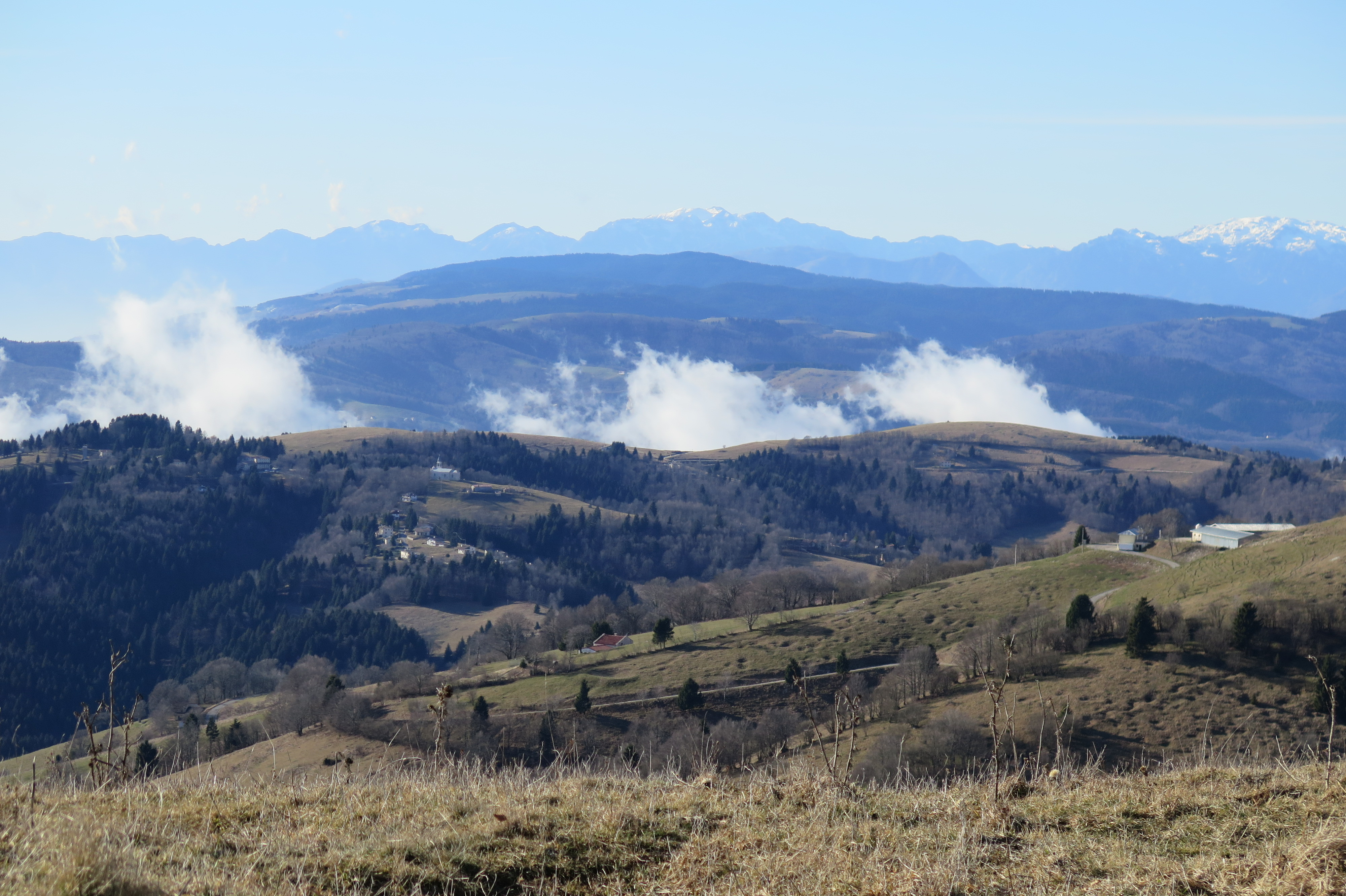
Blickrichtung Westen auf die Hochebene der Sieben Gemeinden
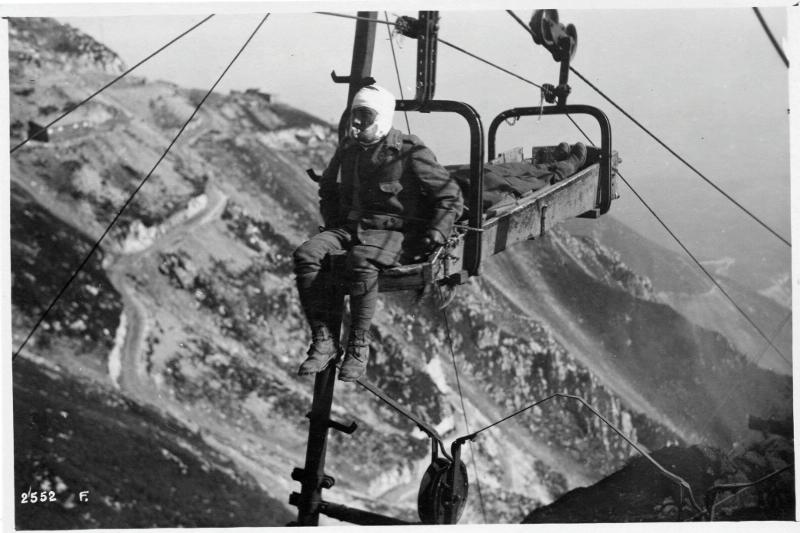
Abtransport italienischer Verwundeter (September 1918)
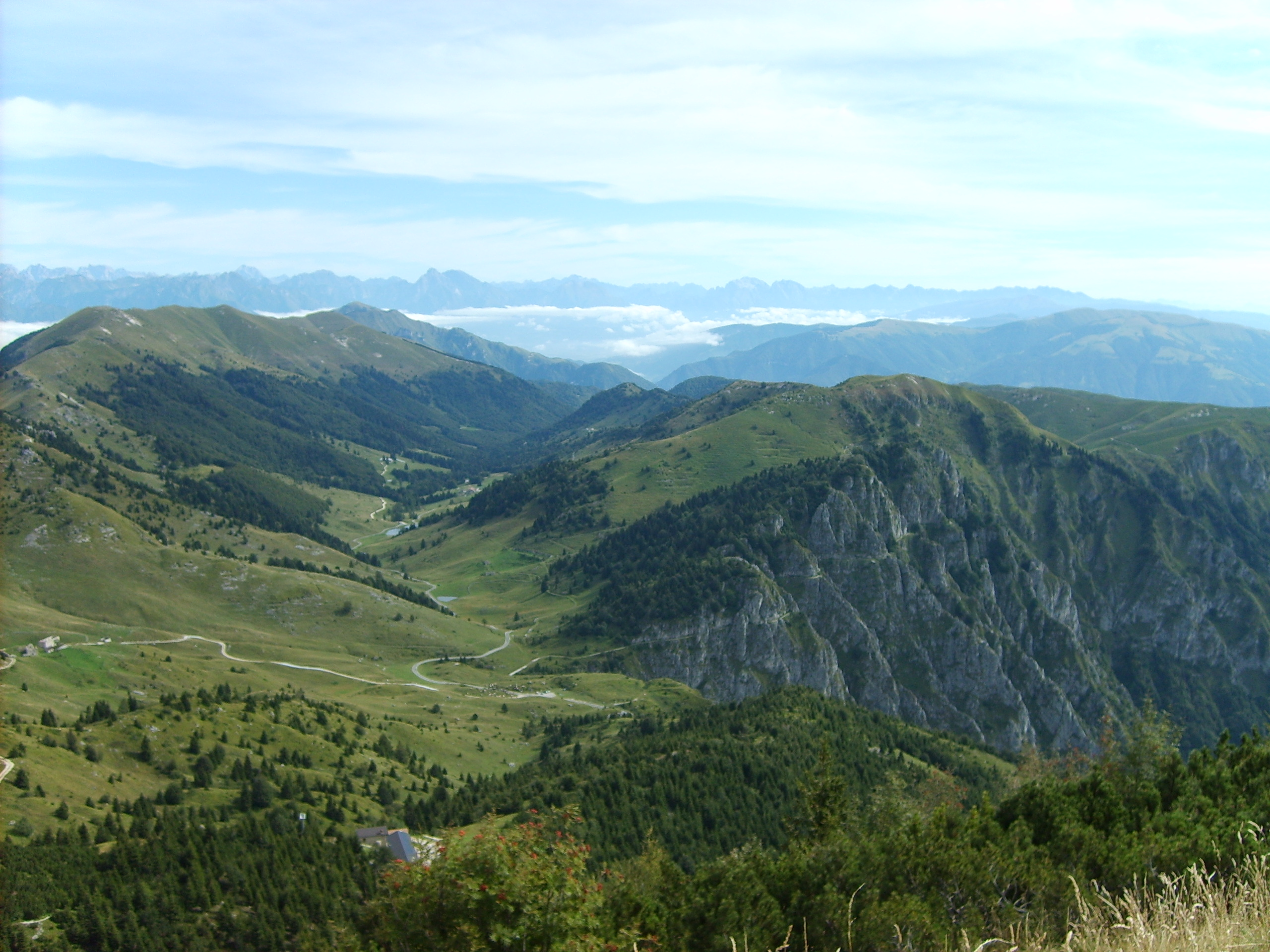
Blickrichtung auf die nördlich Ausläufer des Grappamassivs

## Nutzung
Unter Gleitschirmfliegern gilt der Monte Grappa als ein Fluggebiet mit mehreren Startplätzen für lange Flüge und Streckenflüge. Der Startplatz südlich von Gipfel und Kriegerdenkmal heißt umgangssprachlich „Panettone“.
Der italienische Schreibgerätehersteller Montegrappa wurde nach dem Berg benannt.

## Auffahrten
Der Monte Grappa kann über einige Straßen erreicht werden. Zu den bekanntesten zählen die 30 km lange Straße SP 48 
von Caupo (Norden) und Romano d’Ezzelino (21 km via SP140 oder 26 km via SP 148). Semonzo liegt 2 km nordöstlich an der SP140. 
Die SP10 verbindet den Monte Grappa und das 24 km östlich gelegene Alano di Piave. Pederobba liegt 10 km südöstlich von Alano di Piave. 
Von Seren del Grappa bis zum Monte Grappa sind es 24 km (via SP148) Richtung Süden.
Die SP148 verbindet Caupo im Norden mit Romano d’Ezzelino im Süden und weist eine maximale Höhe von rund 1600 Metern auf. Sie verläuft westlich des Gipfels. Die Nordauffahrt ist 29,6 Kilometer lang und steigt durchschnittlich 4,8 % an, wobei sich speziell in der zweiten Hälfte kurze Abfahrten mit steilen Rampen von mehr als 10 % abwechseln. Die Südauffahrt ist 26,4 Kilometer lang und hat eine Durchschnittsteigung von 5,9 %. Sie lässt sich in drei Abschnitt einteilen, wobei zur Hälfte der Auffahrt ein rund vier Kilometer langes Flachstück bei Camposolagna erreicht wird. Zumeist liegen die Steigungsprozente bei rund 7 %.
Deutlich anspruchsvoller ist die Auffahrt über die SP140, die ihren Ausgangspunkt in Semonzo hat. Sie ist 19,5 Kilometer lang und hat eine durchschnittliche Steigung von 8 %. Während die erste Hälfte gleichmäßig Steigungsprozente von rund 8 % aufweist, wechseln sich auf der zweiten Hälfte kurze Flachstücke mit steilen Rampen von bis zu 14 % ab. Der höchste Punkt der SP140 wird knapp unterhalb des Gipfels erreicht, ehe die letzten 700 Meter zum Rifugio Bassano führen, das auf einer Höhe von 1775 Metern liegt.
Die SP148 und SP140 sind über eine kleine Straße unterhalb des Gipfels miteinander verbunden, sodass das Rifugio Bassano sowohl von der nördlichen als auch aus südlicher Richtung erreicht werden kann. Die Westauffahrten führen zunächst über die Cima della Mandria, ehe sie in die SP140 münden.

## Radsport
Der Monte Grappa wurde vom Giro d’Italia, dem größten Radrennen Italiens, erstmals im Jahr 1968 befahren. Damals ging die 10. Etappe, die in Trient gestartet wurde, mit einer Bergankunft auf dem Berg auf einer Höhe von 1775 Metern zu Ende. Bei der ersten Befahrung nutzten die Organisatoren die Südauffahrt von Bassano del Grappa, wobei die rund 27 Kilometer lange Auffahrt der SP148 über Camposolagna als Schlussanstieg diente. Mit Emilio Casalini gewann ein Italiener die Bergankunft, wobei er sich vor seinem Teamkollegen Eddy Merckx durchsetzte, der zwei Tage später das Rosa Trikot übernehmen sollte. Bereits bei seiner ersten Befahrung galt der Monte Grappa als Anstieg der 1. Kategorie.
Im Jahr 1974 stand der Monte Grappa ein zweites Mal im Programm des Giro d’Italia, wobei er dieses Mal als Schlussanstieg der 20. Etappe als letzte Bergwertung der 57. Austragung diente. Nachdem die Strecke von Misurina über den Passo di Falzarego, Passo di Valles und Passo Rolle aus den Dolomiten geführt hatte, wurde die Nordauffahrt des Monte Grappa in Angriff genommen, die von Caupo über rund 24 Kilometer auf eine Höhe von etwa 1600 Metern führte. Nachdem der Spanier José Manuel Fuente über die Kuppe des Anstiegs geführt hatte, folgte die Abfahrt nach Bassano del Grappa, wo Eddy Merckx als Etappensieger hervorging und so seinen fünften und letzten Gesamtsieg bei der Italien-Rundfahrt fixierte. Beim Giro d’Italia 1982 wurde der Monte Grappa auf der 16. Etappe erneut aus Richtung Süden befahren, wobei er als vorletzter Anstieg vor der Bergankunft in San Martino di Castrozza diente.
Nach einer Abwesenheit von 28 Jahren kehrte der Monte Grappa im Jahr 2010 ins Programm des Giro d’Italia zurück. Im Rahmen der 14. Etappe wurde erstmals die schmalere und etwas steilere Südauffahrt der SP140 genutzt, die auf einer Länge von rund 19 Kilometern eine durchschnittliche Steigung von 8 % aufweist. Im Anstieg setzten sich Ivan Basso und sein Teamkollege Vincenzo Nibali gemeinsam mit Michele Scarponi und dem Weltmeister Cadel Evans und von den anderen Gesamtklassement Fahrern ab, wobei Ivan Basso die Bergwertung als erster Fahrer überquerte. In der Abfahrt der SP148 setzte sich Vincenzo Nibali von der Spitzengruppe ab und kam als Solist im Zielort Asolo an. Der Spanier David Arroyo übernahm die Maglia Rosa von Richie Porte, büßte jedoch wertvolle Zeit auf Ivan Basso ein, der sich schlussendlich den Gesamtsieg sichern sollte.
Im Jahr 2014 fand auf der 19. Etappe erstmals ein Bergzeitfahren auf den Monte Grappa statt, das der gesamtführende Kolumbianer Nairo Quintana für sich entschied. Die 26,8 Kilometer lange Strecke führte von Bassano del Grappa erneut über die anspruchsvolle SP140, wobei sich das Ziel beim Rifugio Bassano befand. Drei Jahre später trug Nairo Quintana erneut das Rosa Trikot, als der Monte Grappa von der nördlichen Seite auf der 20. Etappe überquert wurde. Das Ziel befand sich damals in Asiago, das nach dem Schlussanstieg von Foza erreicht wurde.
Im Jahr 2017 war der Monte Grappa Checkpoint vom Transcontinental Race. Dabei mussten die Teilnehmer die Strecke von Bassano del Grappa bis zum Gipfel absolvieren. 
Im Jahr 2024 führte der Giro d’Italia im Rahmen der 20. Etappe zwei Mal über den Monte Grappe. Als Anstieg diente erneut die SP140, ehe die Abfahrt auf der SP148 zum Zielort Bassano del Grappa führte.
Im Jahr 2025 wurde als Anstieg die vergleichsweise einfache Auffahrt von Romano d' Enzelino über die SP148 gewählt.
| Jahr  | Etappe     | Bergwertung  | Fahrer             | Auffahrt                |
| ----- | ---------- | ------------ | ------------------ | ----------------------- |
| 1968* | 10. Etappe | 1. Kategorie | Emilio Casalini    | Süd (Romano d’Ezzelino) |
| 1974  | 20. Etappe | GPM          | José Manuel Fuente | Nord (Caupo)            |
| 1982  | 16. Etappe | GPM          | Leonardo Natale    | Süd (Romano d’Ezzelino) |
| 2010  | 14. Etappe | 1. Kategorie | Ivan Basso         | Süd (Semonzo)           |
| 2014* | 19. Etappe | 1. Kategorie | Nairo Quintana     | Süd (Semonzo)           |
| 2017  | 20. Etappe | 1. Kategorie | Dries Devenyns     | Nord (Caupo)            |
| 2024  | 20. Etappe | 1. Kategorie | Giulio Pellizzari  | Süd (Semonzo)           |
| 2024  | 20. Etappe | 1. Kategorie | Tadej Pogačar      | Süd (Semonzo)           |
| 2025  | 15. Etappe | 1. Kategorie | Lorenzo Fortunato  | Süd (Romano d’Ezzelino) |

* Bergankunft (Einzelzeitfahren im Jahr 2014)
Neben dem Giro d’Italia gingen auch Etappen des Adriatica Ionica Race auf dem Monte Grappa zu Ende.